# Cheseaux-sur-Lausanne
Cheseaux-sur-Lausanne es una comuna suiza del cantón de Vaud, situada en el distrito de Lausana. Tiene una población estimada, a fines de 2020, de 4360 habitantes.
Limita al norte con las comunas de Boussens y Etagnières, al este con Morrens, al sureste con Lausana, al suroeste con Crissier y al oeste con Sullens. 
La comuna formó parte hasta el 31 de diciembre de 2007 del círculo de Romanel.